# Rhynchostegiella santosii
Rhynchostegiella santosii är en bladmossart som beskrevs av Edwin Bunting Bartram 1958. Rhynchostegiella santosii ingår i släktet nålmossor, och familjen Brachytheciaceae. Inga underarter finns listade i Catalogue of Life.